# روتلبن
روتلبن (به آلمانی: Rottleben) یک منطقهٔ مسکونی در آلمان است که در کیفهوزرلاند واقع شده‌است. روتلبن ۶۳۰ نفر جمعیت دارد.